# Таками, Косюн
Косюн Таками (яп. 高見 広春 Таками Ко:сюн), настоящее имя Хирохару Таками (яп. 高見宏治, родился 10 января 1969 года) — японский писатель, журналист.

## Биография
Родился в 1969 году в городе Кобэ префектуры Хёго, недалеко от Осаки. Закончил литературный факультет Осакского университета. С 1991 по 1996 год работал обозревателем в новостной компании «Сикоку Симбун», писал репортажи на различные темы, от политики и экономики до полицейской хроники. После того, как Таками ушёл из компании, он написал для литературного конкурса роман «Королевская битва». Конкурс Таками выиграть не удалось, в одном из завершающих раундов книгу отсеяли за противоречивое содержание. В итоге роман увидел свет лишь в 1999 году, сразу же став бестселлером. 

## Сочинения
Единственным сочинением Таками является роман «Королевская битва». Роман был переведён на многие языки мира — в частности, в 2003 году вышел его английский, в 2005 году — русский, а в 2006 году — немецкий переводы.
Роман подробно разбирался литературными критиками, а в 2007 году знаменитый американский писатель Стивен Кинг включил его в свой список рекомендаций к прочтению на первой позиции.
В 2000 году по роману был снят одноимённый фильм, в 2003 году — его продолжение «Королевская битва 2». С 2000 по 2014 годы выходили различные варианты одноимённой манги.